# Direction générale de l'informatique
La direction générale des services numériques ou DG DIGIT est un service de la Commission européenne chargé de fournir des services numériques aux autres services de la Commission et aux autres institutions européennes.